# Facultad de Comunicación e Imagen de la Universidad de Chile
La Facultad de la Comunicación e Imagen de la Universidad de Chile (FCEI) (hasta 2022 Instituto de la Comunicación e Imagen, ICEI) es una unidad académica de la Universidad de Chile, encargada de la docencia e investigación en el área de la comunicación, periodismo y desarrollo audiovisual.

## Historia
El ICEI fue creado el 17 de junio de 2003 por decreto exento —en virtud del acuerdo del Consejo Universitario del 20 de mayo de 2003— como una unidad académica de alto nivel destinada a desarrollar investigación, docencia y extensión en torno a los problemas y materias asociadas a la comunicación en la sociedad contemporánea.
Surge como la respuesta institucional que entiende la importancia estratégica de la comunicación como un campo de conocimiento que se constituye a partir de la interacción entre las diferentes disciplinas de las ciencias sociales, las artes y las humanidades.
La Facultad es heredera de la labor consolidada durante más de medio siglo por la Escuela de Periodismo de la Universidad de Chile (fundada en 1953), la más antigua del país y uno de los primeros planteles de educación superior a nivel latinoamericano en la formación de periodistas universitarios y licenciados en comunicación social. Por sus aulas han pasado como egresados, maestros o estudiantes los más destacados profesionales de la prensa nacional.
Desde el 2021 se encuentra en proceso de transición hacia facultad. En 2022 se le otorga el estatus de Facultad, igualándose con la mayoría de unidades académicas superiores del plantel educativo.

## Organización
Actualmente la Escuela de Periodismo depende de la Dirección de Pregrado de la Facultad, al igual que la carrera de Cine y Televisión. Esta última fue abierta en 2006 y retoma el legado que 32 años antes inició el desaparecido Centro de Cine Experimental de la U. de Chile en la formación de profesionales de la realización audiovisual.
Por su parte, la Dirección de Postgrado alberga al Magíster en Comunicación Política, al Magíster en Cine Documental y al Magíster en Comunicación Social, así como a una serie de diplomados de especialización en comunicación, cultura y cine que apuntan a concebir los medios audiovisuales no sólo como una tecnología de multiplicación y difusión de mensajes, sino también de construcción de memoria e intervención social.
Junto a las Direcciones de Pregrado y Postgrado, forman parte de la Facultad la Dirección de Investigación, la Dirección de Extensión y Comunicaciones y la Dirección Económica y Administrativa.
Completa la estructura de la Facultad el Programa de Libertad de Expresión y Ciudadanía, unidad destinada a abrir cauce hacia un desarrollo innovador de la investigación y que desde la universidad pública se haga cargo de las demandas de la comunidad frente a la industria de los medios de comunicación.
Las instalaciones de la Facultad de la Comunicación e Imagen están emplazadas en el Campus Juan Gómez Millas (comuna de Ñuñoa, Santiago de Chile), en un edificio de dos alas que alcanza una superficie total de 5200 metros cuadrados. La primera de ellas -de 4 mil metros cuadrados- fue inaugurada en 2003, junto a la creación del ICEI. La segunda instalación —de 1.200 metros cuadrados—, fue inaugurada en 2008.
Anteriormente, esta unidad académica funcionó en tres antiguas casonas de calle Periodista José Carrasco Tapia (ex Belgrado), en el sector de avenida Vicuña Mackenna con Diagonal Paraguay, al interior del campus Andrés Bello de la universidad, y que actualmente es la sede central de la Federación de Estudiantes de la Universidad de Chile.
De modo previo, en ese mismo campus, ocupó una edificación que los estudiantes llamaban familiarmente Torre Chica.

## Medios de comunicación

### Comunicación y Medios
Revista académica fundada en 1981. Tiene como propósito difundir las investigaciones y monografías del Instituto de la Comunicación e Imagen, así como otros trabajos relacionados con la comunicación y los mass media. Su editor general es el académico Tomás Peters.

### Con Tinta Negra
Revista digital, creada con tecnología Wordpress, es parte de un proyecto de tesis terminado por el periodista y académico de la Universidad de Chile, Gabriel Mérida. Contiene una selección de los mejores trabajos escritos y audiovisuales de los estudiantes de Periodismo y Cine+TV del ICEI.

### Radio JGM
La Radio Comunitaria Juan Gómez Millas, actual Radio JGM nace el 1 de diciembre de 2004, iniciando sus transmisiones para un sector de la comuna de Macul. Hoy en su señal en línea llega a todo Chile y gran parte de Latinoamérica con sus programas realizados por estudiantes de la carrera de Periodismo y personas externas que se han unido a la iniciativa.

### Doble Espacio
Revista digital creada con tecnología Wordpress y estrenada en 2019. Surge como un medio para los estudiantes de periodismo en el cual poder publicar sus trabajos, además de tener un equipo que produce contenido exclusivo para la revista.